# Aufstand im Irak 2011–2013
| QS Ereignisse | Dieser Artikel wurde aufgrund von inhaltlichen Verbesserungsmöglichkeiten auf der Qualitätssicherungsseite des WikiProjekts Ereignisse eingetragen. Dies geschieht, um die Qualität der Artikel aus diesem Themengebiet auf ein höheres Niveau zu bringen. Bitte hilf mit, die inhaltlichen Lücken oder Probleme dieses Artikels zu beseitigen, und beteilige dich an der Diskussion! |  |

Der Aufstand im Irak 2011 bis 2013 begann nach dem Rückzug der US-Truppen im Dezember 2011. Irakische aufständische Gruppen kämpfen gegen die Zentralregierung und es gibt konfessionelle Gewalt zwischen den religiösen Gruppen des Irak.
Zum Jahresende 2013 entwickelte sich der Aufstand zu einem Krieg zwischen der Regierung und dem Islamischen Staat, der bis 2017 andauerte.

## Zusammenfassung
Seitdem die Vereinigten Staaten ihren Rückzug aus dem Irak Mitte Dezember 2011 vollendet hatten, haben militante Gruppen, in erster Linie der al-Qaida-Arm Tanzīm Qāʿidat al-Dschihād fī Bilād ar-Rāfidain (TQJBR) (im deutschsprachigen Raum meist als al-Qaida im Irak bezeichnet), Angriffe gegen die schiitische Mehrheitsbevölkerung des Landes gelandet, um das Vertrauen in die schiitisch geführte Regierung und ihre Bemühungen, Menschen ohne amerikanische Unterstützung zu schützen, zu unterminieren. Im weiteren Verlauf schlossen sich diverse dschihadistische Gruppen der TQJBR an, welche sich 2006 in ad-dawla al-islāmīya fī l-ʿirāq (Islamischer Staat im Irak, ISI) umbenannte und letztendlich mit dem Namen ad-daula al-islāmiyya (Islamischer Staat, IS) Großteile des Iraks unter seine Kontrolle brachte.

## Chronik

### 2011

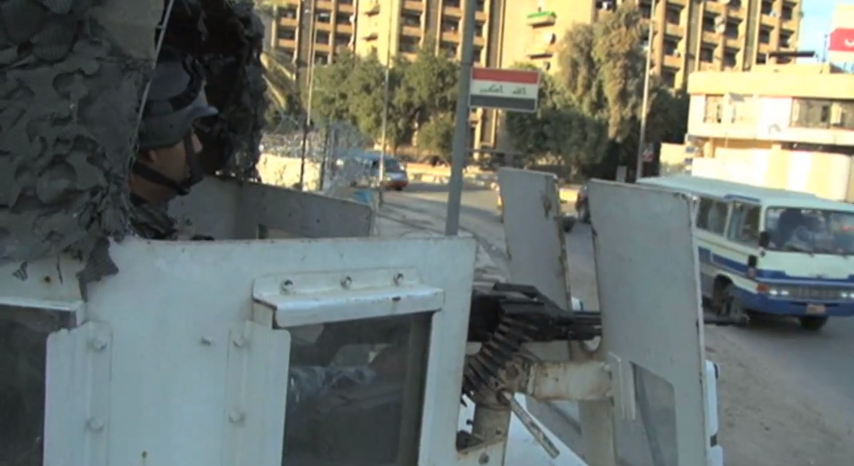
Irakische Soldaten in Bagdad, 26. Dezember 2011

- 15. Dezember – eine militärische Abschlusszeremonie wird in Bagdad gehalten. Sie setzt der US-Mission im Irak ein formelles Ende. Dies beendete die direkte US-Kampfbeteiligung am Krieg.[14][15][16]
- 18. Dezember – die letzten 500 Soldaten verließen den Irak im Schutz der Dunkelheit und unter strikter Geheimhaltung am frühen Morgen des 18. Dezember 2011, womit die US-Militärpräsenz im Irak nach fast neun Jahren beendet wurde.[17][18][19][20][21]
- 22. Dezember – mindestens 72 Personen wurden getötet und mehr als 170 in einer Anschlagsserie quer durch die Hauptstadt Bagdad verwundet, während 9 weitere Personen bei verschiedenen Angriffen in Baquba, Mossul und Kirkuk starben.

### 2012

#### Januar–März
- 5. Januar – eine Reihe von Bombenanschlägen fand in Bagdad und Nasiriya statt, wobei 73 Personen getötet und 149 verletzt wurden. Das Bombardement in der südirakischen Stadt war gegen Ansammlungen schiitischer Muslime gerichtet, tötete mindestens 44 und verletzte mindestens 80 weitere Menschen. Es war der erste größere Anschlag in Nasiriyah, seitdem eine Selbstmordattacke gegen eine italienische Heeresbasis im November 2003 28 Personen, darunter 19 Italiener, getötet hatte. Der Islamische Staat behauptete, dafür verantwortlich zu sein.
- 14. Januar – ein Selbstmordattentäter detonierte seine Sprengstoffe mitten in einer Ansammlung schiitischer Pilger in Basra, wobei 53 Personen getötet und 141 verletzt wurden. Dies war der Angriff mit den meisten Toten in der Stadt, seitdem Autobomben im April 2004 mindestens 74 Menschen getötet hatten.
- 27. Januar – ein Selbstmordattentäter griff einen Trauerzug im Distrikt Zaafaraniyah in Bagdad an, tötete 32 Personen und verletzte mehr als 70 weitere.[13]
- 23. Februar – eine Angriffsserie in 15 irakischen Städten tötete 83 Personen und verletzte mehr als 250. Der Islamische Staat im Irak erklärte sich zwei Tage später dafür verantwortlich.
- 5. März – eine Bande Bewaffneter, die in Uniformen militärischer Art getarnt war und gefälschte Haftbefehle bei sich hatte, tötete 27 Polizisten und hisste dann in einem sorgfältig geplanten Angriff in der Provinz Anbar die Kriegsflagge von al-Qaida.[22]
- 20. März – eine Welle von Anschlägen mit Zentren in Bagdad und Kerbala tötete mindestens 52 Menschen und verletzte mehr als 250. Der Islamische Staat im Irak erklärte sich dafür verantwortlich.[22]

#### April–Juni
- 19. April – mehr als 20 Bomben explodierten quer durch den Irak, wobei mindestens 36 Menschen getötet und fast 170 verwundet wurden.[23] Der Islamische Staat im Irak behauptete, dafür verantwortlich zu sein.[23]
- 4. Juni – ein Selbstmordattentäter tötete 26 Menschen und verwundete fast 200 im Büro einer schiitischen Stiftung in Bagdad, wodurch Ängste vor einem konfessionalistischen Konflikt zu einer Zeit der politischen Krise entzündet wurden. Auf den Angriff im Zentrum der Hauptstadt folgte später eine Explosion nahe einer sunnitischen Religionsstiftung, aber zog keine Todesfälle nach sich.[24]
- 13. Juni – in einer in hohem Maße koordinierten Anschlagsserie quer durch den Irak wurden mindestens 93 Menschen getötet und mehr als 300 verwundet. Der Islamische Staat im Irak erklärte sich dafür verantwortlich.[25]

#### Juli–September
- 3. Juli – Detonationen in Diwaniyah, Kerbela, Taji und Tuz Churmatu töteten 40 Menschen und verletzten 122 weitere.[26]
- 22. Juli – Autobomben töteten 23 und verwundeten 74 Menschen in Bagdad, Mahmoudiyah und Najaf.[27]
- 23. Juli – konzertierte Angriffe quer durch den Irak töteten 116 und verwundeten 299 Personen. Der Islamische Staat im Irak erklärte sich dafür verantwortlich.[28]
- 31. Juli – Attentate quer durch den Irak töteten 24 und verletzten 61 Menschen, die meisten davon in doppelten Autobombenattentaten in Bagdad.[29]
- 9. September – eine Welle von Attentaten quer durch das Land tötete mindestens 108 und verletzte mehr als 370 weitere Menschen.[30][31][32][33][34]
- 30. September – eine Reihe Attentate findet in mindestens 10 irakischen Städten statt, wobei 37 Menschen getötet werden und mehr als 90 weitere verletzt werden, die meisten davon Zivilisten.[35]

#### Oktober–Dezember
- 27. Oktober – eine über den Irak verteilte Attentatswelle während des Feiertags Eid ul-Adha tötete mindestens 46 Personen und verletzte 123. Die meisten Vorfälle ereigneten sich in Bagdad, Taji, Mosul und Muqdadiya.[36]
- 28. Oktober – Autobombenattentate wegen des letzten Tags des Eid ul-Adha töteten in Bagdad 13 Menschen, 33 weitere wurden verletzt.[37]
- 6. November – eine Autobombe außerhalb einer Armeebasis in Taji tötete 31 Menschen und verletzte mindestens 50 weitere, überwiegend Soldaten. Die Sprengladung explodierte, als Truppen die Basis verließen und potenzielle Rekruten sich für Vorstellungsgespräche anstellten.[38][39]
- 14. November – Aufständische führten am Vorabend des Muslimischen Neujahrs eine Reihe von Attentaten durch. Dabei wurden 29 Menschen getötet und mindestens 194 weitere verletzt. Die Vorfälle mit den meisten Toten fanden in Kirkuk und Hilla statt, wo mindestens sieben Bombenangriffe 19 Menschen töteten und 129 verwundeten. Weitere Attentate ereigneten sich in Bagdad, Mosul, Kut, Falludscha und Baqubah.[40]
- 27. November – in acht Autobombenattentaten quer durch den Irak wurden mindestens 29 Menschen getötet und 126 verwundet.[41]
- 17. Dezember – durch Bombenanschläge und bewaffnete Überfälle wurden 48 Menschen getötet und über 100 verletzt. Die Anschlagsserie war gegen Sicherheitskräfte sowie Angehörige der Schabak-Minderheit gerichtet.[42]

### 2013

#### Januar–Juli
- 3. Januar – in Mussajab wurden mindestens 27 Menschen bei einem Selbstmordanschlag getötet. Der Attentäter hatte beabsichtigt, schiitische Pilger zu töten.[43]
- 16. Januar – bei einem Selbstmordattentat durch Autobomben starben in Kirkuk 21 Menschen. Zwei Attentäter zündeten gleichzeitig je eine Bombe. Eine detonierte vor dem Büro der Kurdischen Demokratischen Partei, die andere befand sich in der Nähe von kurdischen Sicherheitskräften.[44]
- 22. Januar – in Bagdad und umliegenden Regionen wurden bei einer Reihe von Anschlägen mindestens 17 Menschen getötet.[45]
- 23. Januar – in der Stadt Tuz Churmatu sprengte sich ein Attentäter bei einer Trauerfeier in einer schiitischen Moschee in die Luft und tötete dabei mindestens 25 Menschen.[46]
- 3. Februar – in Kirkuk griff ein Selbstmordattentäter eine Polizeizentrale an und tötete dabei mindestens 30 Menschen.[47]
- 4. Februar – nördlich von Bagdad ereignete sich ein Anschlag auf eine, von der Regierung unterstützte, sunnitische Miliz. Dabei starben mindestens 22 Menschen.[48]
- 5. Februar – in Taji, nördlich von Bagdad, erschütterte ein Selbstmordanschlag einen Kontrollposten der Armee, wobei drei Menschen starben.[49]
- 8. Februar – in schiitisch dominierten Regionen wie Hilla und einem Vorort Bagdads wurden bei Autobombenanschlägen 30 Menschen getötet.[50]
- 29. März – Anschläge auf vier schiitische Moscheen in Bagdad und Kirkuk töteten mindestens 15 Menschen.[51]
- 21.–22. Juli – in der Nacht auf den 22. Juli griffen islamistische Aufständische verschiedene Haftanstalten im Land an. Aus dem Abu-Ghuraib-Gefängnis konnten 500 Häftlinge entkommen.[52] Die Terrorgruppe ISIS bekannte sich zu der Gefängnisbefreiung, bei der zwischen 25 und 120 Regierungssoldaten getötet wurden.

## Todesopfer

### Übersicht

#### Body Count Irak
Das IBC-Projekt, eine unabhängige britisch-amerikanische Gruppe, stellt durch die Invasion und Besetzung verursachte gemeldete zivile irakische Todesfälle, darunter jene direkt durch militärisches Handeln der Koalition, den Irakischen Widerstand und jene durch dadurch resultierende Kriminalität verursachte zusammen. Das IBC behauptet, dass die Besatzungsmacht eine Verantwortlichkeit hat, diese Tode unter dem Völkerrecht zu verhindern. Es zeigt eine von 139.402 bis 157.993 schwankende Mindestsumme ziviler Toter im gesamten Konflikt (Stand Juni 2015).
| Zahl irakischer Todesopfer | Jan | Feb | Mär | Apr | Mai | Jun | Jul  | Aug  | Sep  | Okt  | Nov | Dez  | Summe |
| -------------------------- | --- | --- | --- | --- | --- | --- | ---- | ---- | ---- | ---- | --- | ---- | ----- |
| 2011                       |     |     |     |     |     |     |      |      |      |      |     | 0392 | 0392  |
| 2012                       | 531 | 356 | 377 | 392 | 304 | 529 | 0469 | 0422 | 0400 | 0290 | 253 | 0299 | 4622  |
| 2013                       | 357 | 360 | 403 | 545 | 888 | 659 | 1145 | 1013 | 1306 | 1180 | 870 | 1115 | 9841  |

Die Zahlen schließen Zivilisten, wie auch Mitglieder der irakischen Streitkräfte und der Polizei ein. Das IBC überprüft alle seine Berichte regelmäßig und veröffentlicht wöchentliche Aktualisierungen seiner Tabelle von Todesfällen. Folglich sollten die Zahlen für die letzten Monate in der obigen Tabelle als vorläufig angesehen und kursiv gekennzeichnet werden, bis sie das IBC bestätigt.

#### Zahlen der irakischen Regierung
Die irakische Regierung veröffentlicht ihre eigenen Zahlen, für gewöhnlich am ersten Tag eines jeden Monats. Diese sind fast immer deutlich niedriger als andere Schätzungen und widersprechen oft sogar den Nachrichten, was zu einer anscheinenden „Mindermeldung“ der Zahl der Todesfälle führt. Die meisten Nachrichtenmedien berichten immer noch darüber, wogegen JustPolicy.org eine auf der Studie von the Lancet basierende fortlaufende Schätzung, deren Anstiegsrate vom Iraq Body Count abgeleitet ist, hat.
| Irakische Todesfälle | Jan | Feb | Mär | Apr | Mai | Jun | Jul | Aug | Sep | Okt | Nov | Dez | Summe  |
| -------------------- | --- | --- | --- | --- | --- | --- | --- | --- | --- | --- | --- | --- | ------ |
| 2011                 |     |     |     |     |     |     |     |     |     |     |     | 155 | 0155   |
| 2012                 | 177 | 151 | 112 | 126 | 132 | 237 | 325 | 164 | 365 | 144 |     |     | 1933 + |

Die Zahlen schließen Zivilisten sowie Mitglieder des Irakischen Heeres und von Polizeieinheiten ein.

### Monat um Monat
Mehrere Dutzend wurden innerhalb der ersten paar Tage nach dem US-Rückzug am 18. Dezember 2011 getötet. Mindestens 337 Opfer wurden durch die Welle der Gewalt im Zeitraum 20.–26. Dezember verursacht. Etwa 200 starben im Januar, wobei der Sender Al-Arabiya behauptete, dass die Todesfälle mindestens 151 Menschen seien. Das Iraqi Body Count (IBC) behauptete inklusive Verwundete 451 Opfer für Januar. Im Februar erreichte die Zahl der Todesopfer im Irak laut IBC 278. Laut IBC wurden im Zeitraum 1.–8. März 74, und nach Regierungsziffern im März im Irak 112 getötet. Im April wurden mindestens 126 Iraker getötet, während im Mai 2012 132 Iraker durch konfessionalistische Gewalt getötet wurden. Der Juni war durch einen beträchtlichen Anstieg der Gewalt gekennzeichnet: Ein größeres Attentat ereignete sich im Durchschnitt alle drei Tage. Mindestens 237 wurden im Laufe des Monats getötet, weitere 603 Menschen wurden verletzt.
Der Juli 2012 war mit 325 Toten der Monat mit den meisten Todesopfern im Irak seit August 2010: 241 Zivilisten, 40 Polizisten und 44 Soldaten. Im gleichen Monat wurden 697 Menschen durch Gewalt verwundet; 480 Zivilisten, 122 Polizeiangehörige und 95 Soldaten. Der Anstieg der Gewalt wurde in Verbindung gebracht mit sunnitischen Aufständischen, die versuchten, die schiitisch geführte Regierung zu unterminieren. Laut Regierungszahlen wurden im August 2012 mindestens 164 Iraker getötet – 90 Zivilisten, 39 Soldaten und 35 Polizisten, sowie 260 weitere verletzt. Im September waren die meisten Opfer zu beklagen, laut Regierungsberichten mindestens 365 Tote (182 Zivilisten, 95 Soldaten und 88 Polizeiangehörige) und 683 Verletzte (453 Zivilisten, 120 Soldaten und 110 Polizeiangehörige). Todesopferzahlen der Regierung, die für den Monat Oktober veröffentlicht wurden, zeigten eine Summe von 144 getöteten Menschen (88 Zivilisten, 31 Polizeiangehörigen und 25 Soldaten) an, weitere 264 wurden verwundet, darunter 110 Zivilisten, 92 Polizeiangehörigen und 62 Soldaten.

### Andere Berichte
Die Vereinten Nationen führen ihre eigene Statistik über die Todesfälle: nach ihren Berichten wurden bis Ende Juni 2012 2021 Iraker in gewaltsamen Attentaten getötet, verglichen mit 1832 in der ersten Hälfte 2011.